# Acmella
Acmella es un género de plantas con flores  perteneciente a la familia Asteraceae. Incluye las útiles especies Acmella oleracea ("hierba de los dientes") y Acmella uliginosa. Comprende 62 especies descritas y de estas, solo 31 aceptadas. Tiene una distribución pantropical.

## Descripción
Son hierbas anuales o perennes, erectas, decumbentes o rastreras. Hojas opuestas, decusadas, ovadas, lineares a lanceoladas. Capitulescencias de capítulos solitarios o en grupos de 2–3, terminales y axilares; capítulos radiados o discoides; receptáculos cónicos; filarias en 1 o generalmente 2 series; páleas laxamente envolviendo a los aquenios, pajizas o a veces con matices purpúreos; flósculos del radio (cuando presentes) con corolas amarillas o amarillo-anaranjadas, pistiladas; flósculos del disco perfectos, con corolas 4–5-meras, blancas, amarillas o amarillo-anaranjadas; estambres negros. Aquenios dimorfos, los del radio triangulares en corte transversal, los del disco lateralmente comprimidos, transversalmente elípticos; vilano de 3 (radio) o 2 (disco) cerdas en los ángulos del aquenio o ausente.

## Taxonomía
El género fue descrito por Christiaan Hendrik Persoon y publicado en Synopsis Plantarum 2: 472–473. 1807. La especie tipo es Acmella repens (Walter) Rich.

## Especies aceptadas
A continuación se brinda un listado de las especies del género Acmella aceptadas hasta julio de 2012, ordenadas alfabéticamente. Para cada una se indica el nombre binomial seguido del autor, abreviado según las convenciones y usos.

## Especies
Especies aceptadas

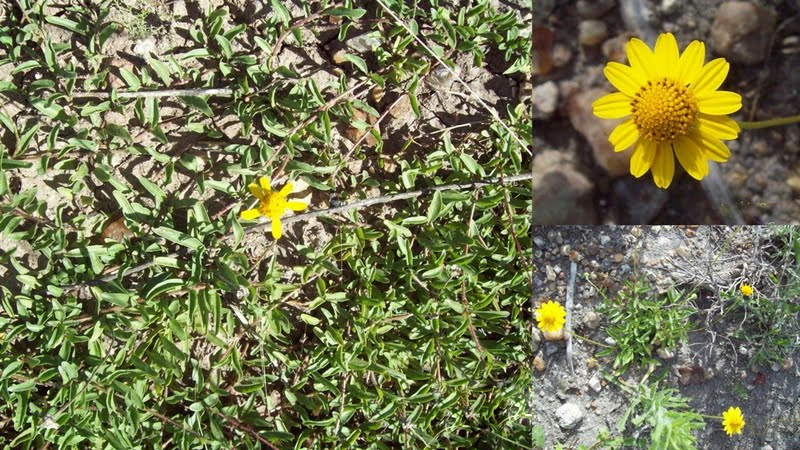
Planta Acmella Decumbens encontrada en Uruguay.

| 1. Acmella alba (L'Hér.) R.K.Jansen 2. Acmella alpestris (Griseb.) R.K.Jansen 3. Acmella bellidioides (Sm.) R.K.Jansen 4. Acmella brachyglossa Cass. 5. Acmella calva (DC.) R.K.Jansen 6. Acmella caulirhiza Delile 7. Acmella ciliata (Kunth) Cass. - guaco de Chipo 8. Acmella darwinii (D.M.Porter) R.K.Jansen 9. Acmella decumbens (Sm.) R.K.Jansen 10. Acmella filipes (Greenm.) R.K.Jansen 11. Acmella glaberrima (Hassl.) R.K.Jansen 12. Acmella grandiflora (Turcz.) R.K.Jansen 13. Acmella grisea (Chodat) R.K.Jansen 14. Acmella iodiscaea (A.H.Moore) R.K.Jansen 15. Acmella leptophylla (DC.) R.K.Jansen 16. Acmella leucantha (Kunth) R.K.Jansen | 1. Acmella lundellii R.K.Jansen 2. Acmella oleracea (L.) R.K.Jansen 3. Acmella oppositifolia (Lam.) R.K.Jansen 4. Acmella paniculata (Wall. ex DC.) R.K.Jansen 5. Acmella papposa (Hemsl.) R.K.Jansen 6. Acmella pilosa R.K.Jansen 7. Acmella poliolepidica (A.H.Moore) R.K.Jansen 8. Acmella psilocarpa R.K.Jansen 9. Acmella pusilla (Hook. & Arn.) R.K.Jansen 10. Acmella radicans (Jacq.) R.K.Jansen 11. Acmella ramosa (Hemsl.) R.K.Jansen 12. Acmella repens (Walter) Rich. ex Pers. 13. Acmella serratifolia R.K.Jansen 14. Acmella sodiroi (Hieron.) R.K.Jansen 15. Acmella uliginosa (Sw.) Cass. |